# 丹达乌他帕尼庙
丹达乌他帕尼庙，别称雀替尔庙、登路庙，是位于新加坡登路的一间兴都教庙宇，拥有超过一百五十年的历史。丹达乌他帕尼庙主要供奉穆卢干神，是新加坡的旅游胜地，在重大节日如大宝森节会举行庆祝仪式及活动。这座建筑于1859年建成，并在1983年重建，2009年进行翻新工程。2014年10月20日，丹达乌他帕尼庙获新加坡国家文物局列为该国第67个国家古迹，为首个挂有国家徽章古迹牌匾的国家古迹。庙内提供各种服务与设施，而且每日开放给公众进出，访客无需付费入内。

## 历史
1859年，新加坡的雀替尔（Chettiar）社群在登路（Tank Road）兴建丹达乌他帕尼庙这间兴都庙，起初供雀替尔社会私人使用，除了作为祭祀、祈福宗教用途，这间庙宇也提供雀替尔社会社交和商业交易空间，而且庙宇是依靠雀替尔人管理的商行的捐款来维持庙宇管理的。昔日的雀替尔商人间在穆卢干神的尊像面前完成商业交易，为的是让交易顺利进行，并由穆卢干神施福、见证交易过程。该庙宇后来多年以来渐渐接收其他兴都教徒成员。
在20世纪70年代末，雀替尔社群资助高达330万新元的重建成本，让庙方委员会重新建造丹达乌他帕尼庙。庙宇在落成后，于1983年11月24日举行祝圣仪式，庙方邀请时任新加坡总统蒂凡那伉俪以及议员等贵宾出席祝圣仪式。当地兴都教徒有个传统，每十二年会为庙宇进行重建，于是庙方根据传统，于2000年代末为庙再进行一轮翻新工作，并于2009年11月27日再次举行祝圣仪式。
2014年10月20日，国家文物局将拥有155年历史的丹达乌他帕尼庙列为新加坡第67个国家古迹，丹达乌他帕尼庙亦荣获当局颁发印有国家徽章的牌匾；牌匾挂在该庙宇入口处的右边墙上，庙宇为该国首个挂有国家徽章古迹牌匾的国家古迹，国家文物局古迹与遗址保存司司长黄美英说，庙宇的成员贡献于新加坡早期银行业，为强调这个古迹的国家与历史意义，故颁发牌匾。时任文化、社区及青年部长兼通讯及新闻部第二部长黄循财于同日早上为牌匾主持揭幕仪式。丹达乌他帕尼庙管理委员会主席桑美纳丹回应，将庙宇列为新加坡国家古迹将能推动传统的保留，庙方也计划促进与社区的接触与联系，给各族裔学生颁发助学金。

## 建筑、服务与设施
具有南印度建筑风格的丹达乌他帕尼庙位于新加坡登路15号，邮区238065。该庙宇的屋顶镶嵌有48块玻璃板，其角度能让阳光从四面八方照耀进去。庙宇设有装饰精美的神台（Alangara Mandapam），在举行重要兴都教活动时用来安置及供奉神灵。主神殿的入口处竖立着Jambu Vinayagar神与Idumban神的神像；主神殿用于敬奉主神穆卢干神。
丹达乌他帕尼庙内所提供的服务包括：会在重要节日裡提供免费膳食（Anna Thaanam）、穿耳洞、剃度、举行兴都教结婚典礼等等。有意举行婚礼者可以使用庙内的婚礼大厅，庙内提供方便年老及残障人士的设施，也设有电梯。婚礼大厅为全新加坡最大的婚礼大厅之一，厅内可容纳大约500人入座，用餐大厅可容纳300人左右，而且停车设施健全；庙内亦设有于2009年落成的多功能礼堂，可作宗教、私人用途。

## 活动
丹达乌他帕尼庙每年都会举行六大重要兴都教节日的庆祝仪式及活动，其中包括大宝森节的庆祝仪式和活动。

### 大宝森节
大宝森节是新加坡淡米尔兴都教徒，尤其是雀替尔人欢庆的一个盛大的重要节日；教徒会在大宝森节当天纪念穆卢干神战胜邪恶。前去还愿的兴都教徒和包括华人和其他种族在内的其他非兴都教徒会在这一天的清晨聚集在斯里尼瓦沙柏鲁马庙，开始全程4.5公里的朝圣游行仪式，路径实龙岗路（Serangoon Road），终点为丹达乌他帕尼兴都庙。走在前面的信徒背着一壶壶牛奶与木制的卡瓦第（Kavadi），牛奶将献给穆卢干神。丹达乌他帕尼兴都庙过后为这些信徒进行招待会。
在第二次世界大战以前，信徒会在大宝森节这一天的兴都教游行仪式结束前，在政府大厦大草场放烟花。据知，新加坡当局自1973年起实施禁止在游行中使用音乐的条规，这是为了防止新加坡不同族裔之间的敌意引发公共骚乱，举办宗教游行活动也需向当局事先申请。

### 旅游
新加坡旅游局将丹达乌他帕尼庙列为旅游景点。根据旅游局的网站，若旅客有意体验一年一度大宝森节的节日气氛并且见证大宝森节举行的宗教仪式，那么丹达乌他帕尼庙为“必到之处”。
丹达乌他帕尼庙毗邻克拉码头地铁站和多美歌地铁站，附近也有可追溯到英国殖民地时期、二战时期作为英国远东司令部的福康宁酒店、购物商场等设施，更有潮州大厦、圣心堂等建筑。福康宁地铁站落成后，前往丹达乌他帕尼庙将更加便利。丹达乌他帕尼庙每天开放给公众进出，前往该庙宇祈福或参观者无需付费入内。